# Eupterote permutata
Eupterote permutata är en fjärilsart som beskrevs av Moore 1884. Eupterote permutata ingår i släktet Eupterote och familjen Eupterotidae. Inga underarter finns listade i Catalogue of Life.